# Рекреационный туризм
Рекреационный туризм — вид туризма с целью отдыха, сохранения и укрепления здоровья, восстановления работоспособности, физического, интеллектуального и эмоционального состояния. Как явление, возник лишь в 1841 году, до этого люди не ставили первоочередной целью туризма отдых.
Рекреационный туризм можно условно разделить на два типа: оздоровительный и познавательный. Для каждого из них требуется свой вид рекреационных ресурсов. Под рекреационными ресурсами понимается сложная управляемая и частично самоуправляемая система, состоящая из ряда взаимосвязанных подсистем, а именно: отдыхающих людей, природных и культурных территориальных комплексов, технических систем, обслуживающего персонала и органа управления. В состав природных характеристик входят площадь и вместимость рекреационной территории, комфортность климата, наличие водных объектов, прежде всего бальнеологического свойства, эстетические особенности ландшафта и т. п. Оптимальное сочетание этих характеристик создает необходимую основу для развития рекреационного туризма. 
Обычно к рекреационному туризму относят активный отдых, спортивные игры и упражнения, прогулки, посещения курортов и отдых на море, участие в культурных программах и различных видах развлечений. Для многих стран мира этот вид туризма является наиболее распространенным и массовым. Рекреационный туризм имеет много общего с лечебно-оздоровительным и медицинским туризмом.